# 의천군 (1524년)
의천군 이인(義泉君 李仁, 1524년 ~ 1578년 10월 18일)은 조선의 왕족 종실이다.

## 일생
1529년 의천부정(義泉副正)에 책봉되었고 1560년 의천군(義泉君)에 진봉되었으며 특히 명종 임금 때는 위사원종공신(衛社原從功臣) 1등의 공신 작위와 사옹원 부제조 및 진작관을 역임하였다.